# Fogarasi János (nyelvész)
Alsóviszti Fogarasi János (Felsőkázsmárk, 1801. április 17. – Budapest, 1878. június 10.) magyar nyelvtudós, jogász, zeneszerző, néprajzkutató, a Magyar Tudományos Akadémia tagja. Fő műve az első magyar értelmező szótár, A Magyar Nyelv Szótára, amelyet 1845-től Czuczor Gergellyel közösen szerkesztett, 1866-tól (Czuczor halála után) pedig egyedül.

## Élete

### Családja
Régi erdélyi eredetű családból származott. (A nemességet és a fogarasföldi birtok utáni adómentességet I. Rákóczi György fejedelem erősítette meg 1638. július 20-án a család ősének, Alsóvisti, vagy Dridiffi Mátyásnak. A család Abaújba elszármazott ága később vette fel a Fogarasi nevet.) Apja Fogarasi János kisnemes, anyja Gászner Zsuzsanna.

### Iskolái
1807-től 1811-ig a felsőkázsmárki, latint is tanító népiskolába járt, aztán 1814-ig a szikszói gimnáziumba. Ezután Sárospatakon a református főiskolán folytatta tanulmányait  1814 és 1818 között a gimnáziumi, majd 1823-ig az akadémiai tanfolyamokat teljesítette.Alsóbb osztályú tanulókat rendszeresen tanított, mert szülei csekély vagyonnal bírtak, és így tudott a terheken könnyíteni: Abaújszántón Jászay Pálnak, Jánosdon (1906-tól Alsóvadász része) Fáy Ábrahámnak volt nevelője.

### Pályája
1827-ben került a királyi táblai jegyzők listájára ahol az ügyvédi iroda levéltárosaként dolgozott. Ügyvédi oklevelet 1829-ben szerzett. Bár tudományos munkára készült, ekkor még nem akart a tanítással felhagyni, és a félárva ifj. Komáromy György földbirtokos tanítója lett – az ő házukban ismerkedett meg Tretter Erzsébet társalkodónővel, akit 1834-ben feleségül vett, de gyermekük nem született. 
A Magyar Tudós Társaság 1838. szeptember 7-én mint jogászt a Törvénytudományi Osztályba sorolva választotta levelező, 1841. szeptember 3-án rendes tagjává. 1844-ben lett a szótárszerkesztőség, 1856-ban pedig – bár nem a Nyelvtudományi Osztályhoz tartozott – a nyelvtudományi bizottság tagja. Ennek a testületnek feladata volt a helyesírás és a nyelvtan felülvizsgálata, valamint nyelvészeti kérdések véleményezése.
1841. március 1-jén váltóügyvédi vizsgát tett, és az új váltótörvényszéknél kezdett el dolgozni tanácsjegyzőként. 1848. február végétől rövid ideig István főherceg nádor titkára lett, és előadó a nádori törvényszéknél.
Az 1848-as forradalom idején május 1-jétől tanácsos volt a Kossuth Lajos vezette pénzügyminisztériumban: ő állította össze a pénzügyi tervek és javaslatok egy részét, az adórendszeren és bankterveken is dolgozott. Amikor a következő év elején az osztrák seregek elfoglalták Pest-Budát, „mint ovatos csiga, héjába visszavonult csendes elvonultságban élt rejtett tűzhelyénél, szeretett nejével és könyveivel”, nem követte a szabadságharcot vívó kormányt Debrecenbe.
A szabadságharc leverését követően sógora, Járy (Tretter) György unszolására 1850 februárjában bírói hivatalt vállalt az ideiglenes pesti törvényszéknél, hogy Pesten maradhasson, és – a Kufstein várában raboskodó Czuczor Gergely nélkül – folytathassa a szótár szerkesztését. 1854 augusztusában főtörvényszéki tanácsossá nevezték ki. 1856 februárjától 1861 márciusáig a pesti kereskedelmi törvényszék elnöke és a pesti országos törvényszék alelnöke volt, ezután két évig a visszaállított magyar váltófeltörvényszék elnöke. Ez utóbbi helyen elérte, hogy német nyelv helyett magyar nyelvű beadványokat is elfogadjanak. 1863. november 5-én a hétszemélyes tábla bírája lett, 1869. május 1-jén az új polgári törvénykezési rendtartás bevezetésével a Kúria legfőbb ítélőszékének bírája.  

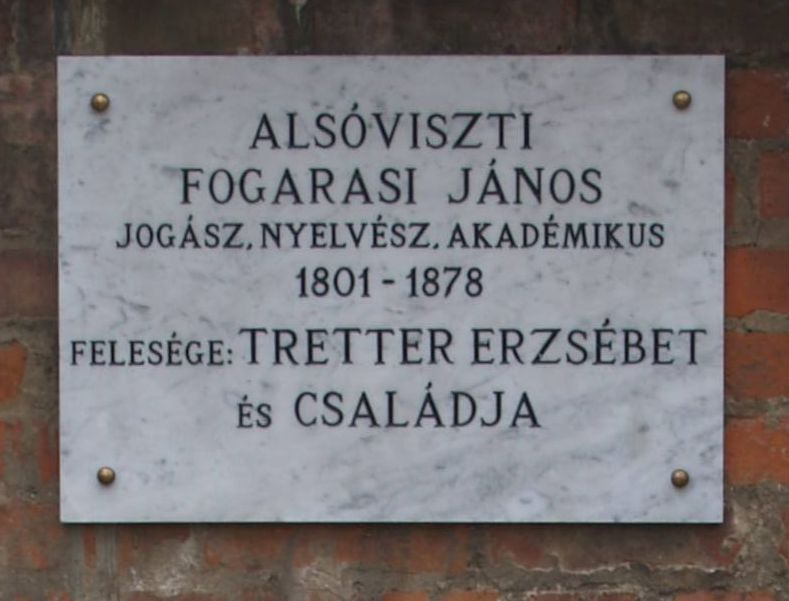
Fogarasi János sírját jelölő márványtábla a Fiumei úti sírkertben, 2008-ban, (J.216)

Tekintélyes vagyonát az MTA-ra kívánta hagyni, ám az egy balsikerű ingatlanbefektetésen elveszett, így végül Fogarasit az Akadémia temettette el.

## Művei
Fogarasi több tudományágban is jelentős eredményeket ért el, olyan mértékben, ami akkoriban már ritka volt. Jogi értekezéseket, költeményeket és elbeszéléseket is közölt, dalokat és kórusműveket is szerzett, műkedvelőként kiválóan hegedült. Úttörő jelentőségű folklorisztikai tevékenysége is: Tranyik Jánossal együtt 1847-ben két füzetnyi népdalgyűjtést adtak ki. Az ő kezdeményezésére készíttette el a Magyar Tudományos Akadémia Werbőczy István Tripartitumának magyar fordítását 1844-ben, és ebben a munkában ő is jelentős részt vállalt. A jogi műnyelv változásaira való tekintettel 1864-ben indítványozta egy új, átvizsgált és kiigazított kiadás megjelentetését, és az erre alapított bizottságnak ő is tagja volt.  
Mindezeken túl azonban nyelvészeti munkája a legjelentősebb. A 19. században – nem egyedülálló módon – a mongol nyelvrokonság híve volt (tévesen), nyelvfilozófiai, nyelv- és szótörténeti elképzeléseit már az ő korában meghaladták a történeti-összehasonlító nyelvészet módszerei és eredményei. De ő fogalmazta meg a Fogarasi-törvénynek is nevezett magyar szórendi szabályt (1838-ban, az Athenaeumban; címe: Eureka), amely szerint a hangsúlyos mondatrész mindig az igei állítmány elé kerül. A jogtudomány magyar nyelvű művelésének előmozdítására műszavakat alkotott, amelyek közül máig is használatosak például: érvényes, semmis, kötbér, fogalmazó, rendőr, okszerű. Német és magyar szótáraival hozzájárult a magyar szókincs fejlesztéséhez, korszerűsítéséhez is. 
Legismertebb, egyben legjelentősebb alkotása a Czuczor Gergellyel, majd ennek halála után egyedül szerkesztett A magyar nyelv szótára.  Ez az alapvetően értelmező szótár a magyar lexikográfia egyik legfontosabb, korszakalkotó hatalmas műve, amelynek értelmező részei ma is értéket képviselnek. Ám a szócikkek nyelvfilozófiai levezetéseit, etimológiai magyarázatait, a már akkoriban is elavultnak számító gyökelmélet erőltetett alkalmazását a szócsaládok összefüggésének magyarázatában (ti. a szavakat pusztán hangtani alapon rokonítja) már akkoriban is vitatták, és a modern etimológiai-szótörténeti eredmények ezt végleg meghaladottá tették. Az Akadémia méltó módon ismerte el Fogarasi munkáját: a szótár megjelenésének emlékére vert aranyérmet vehetett át 1874-ben, és még ugyanebben az évben Ferenc József neki adományozta a Szent István Rend keresztjét is. 

### Fontosabb művei
- Diákmagyar müszókönyv a magyarhoni törvény- és országtudománybul (Pest, 1833) Online
- Egyetlen mód a magyar játékszín célirányos megalapítására (Pest, 1834)
- A magyar nyelv metaphysicája (Pest, 1834)
- Magyarhoni magános törvénytudomány elemei (Pest, 1839) Online
- Magyar bank, (Pest, 1841)
- A magyar nyelv szelleme (Pest, 1843)
- Müvelt magyar nyelvtan elemi része (Pest, 1843)
- Magyar váltó- és kereskedési jogtan (Pest, 1846)
- Legújabb és legteljesebb német és magyar szótár (1852)
- A magyar igeidőkről (Pest, 1858)
- Hangsúly a magyar nyelvben (Pest, 1860-1861)
- A magyarhoni országos alkotmány fő ágazatai, régibb és ujabb időben (Pest, 1861)
- A magyar nyelv szótára 1–6. (Pest, 1862–1874) (Pest, 1862-1874)
- Az új szókról (Budapest, 1875)
- A magyar nyelv szótára (CD-ROM), Arcanum Kiadó, Budapest, 2003, ISBN 9639374768